# Червоноквітівська сільська рада
Червоноквітівська сільська рада — колишній орган місцевого самоврядування у Кобеляцькому районі Полтавської області з центром у c. Червоні Квіти.

## Населені пункти
Сільраді були підпорядковані населені пункти:
- c. Червоні Квіти
- с. Жирки
- с. Кустолові Кущі
- с. Прогрес
- с. Степове